# Forstschutzkommando
El Servicio de Protección Forestal (en alemán: Forstschutzkommando), más tarde el Cuerpo de Protección Forestal (en alemán: Forstschutzkorps), fue una fuerza de tipo policial armada y uniformada creada por el Gobierno General que se encargaba de defender los bosques en Polonia del sabotaje y de patrullar los bosques para evitar su uso por la resistencia polaca. Se formó en 1939 y estaba compuesto en gran parte por residentes de etnia alemana de Polonia.
| Rango equivalente | Rango en el FSK                            | Cuello                                     |
| ----------------- | ------------------------------------------ | ------------------------------------------ |
| Grenadier         | Forstschütze                               |                                            |
| Gefreiter         | Rottenführer                               |                                            |
| Obergefreiter     | Oberrottenführer                           |                                            |
| Unteroffizier     | Scharführer                                |                                            |
| Unterfeldwebel    | Oberscharführer                            |                                            |
| Feldwebel         | Truppführer                                |                                            |
| Oberfeldwebel     | Obertruppführer                            |                                            |
| Rangos superiores | Rangos e insignias del Forstschutzkommando | Rangos e insignias del Forstschutzkommando |
| Fuente            | [ 3 ]                                      | [ 3 ]                                      |